# Hugo Broos
Hugo Broos (10 de abril de 1952) é um ex-futebolista e treinador belga que competiu na Copa do Mundo FIFA de 1986. Atualmente, comanda a Seleção Sul-Africana de Futebol.

## Carreira

### Seleções
Broos comandou  o elenco da Seleção Camaronesa de Futebol no Campeonato Africano das Nações de 2017.
Em 2021, retornou a comandar uma seleção nacional na Seleção Sul-Africana.